# تيدلي (تزغت)
تيدلي هو دُوَّار يقع بجماعة تيزغت، إقليم طاطا، جهة سوس ماسة في المملكة المغربية. ينتمي الدوّار لمشيخة تزغت التي تضم 13 دوار. يقدر عدد سكانه بـ 132 نسمة حسب الإحصاء الرسمي للسكان والسكنى لسنة 2004.

## روابط خارجية
- البوابة الوطنية للجماعات الترابية نسخة محفوظة 12 مارس 2018 على موقع واي باك مشين.
- المندوبية السامية للتخطيط